# Our Daddy
Our Daddy est un ancien lougre de Cornouailles (Cornish fishing lugger).
Son immatriculation de voile est : FY7, (quartier maritime de Fowey) en Cornouailles.
Il est classé bateau historique depuis 2014 par le National Historic Ships UK .

## Histoire
Our Daddy est un lougre de Looe construit en 1921. Il servit, durant 50 ans,  à la pêche aux filets dérivants à la grosse sardine (Pilchard) en Manche. 
Après une restauration complète à Plymouth et un changement de voilure il est devenu un voilier de plaisance naviguant essentiellement en Cornouailles.
Il a participé à certains rassemblements maritimes comme Douarnenez et Brest. Il était présent à Temps fête Douarnenez 2018.

## Caractéristiques techniques
Ce lougre porte 2 mâts : un grand mât avec une voile à corne et un flèche, et deux focs sur bout-dehors], un mât de tapecul avec une  voile au tiers sur queue de malet.